# 크리스티안 브룬

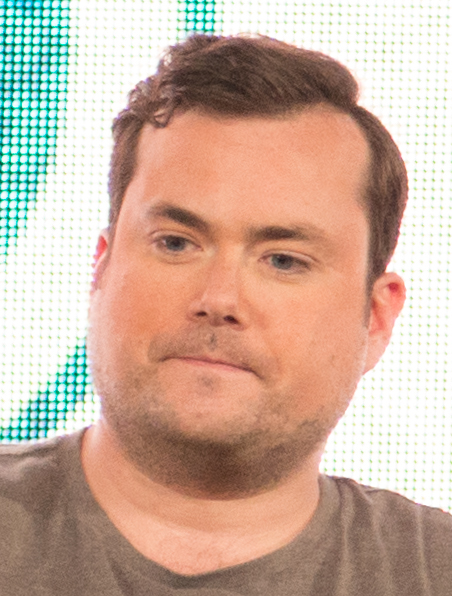

크리스천 브룬(Kristian Bruun, 영어 발음: /ˈkrɪstʃən/, 1979년 10월 25일 ~ )은 캐나다의 배우이다.
토론토에서 태어났다.

## 출연 작품
- 타미스 올웨이즈 다잉 (2019년)
- 더 스페이스 비트윈 (2017년)
- 하우 투 플랜 언 오지 인 어 스몰 타운 (2015년)
- 라이프 (2015년) - 로저 러브 역
- 리그레션 (2015년) - 앤드류 역
- 은밀한 유혹: 내가 잠든 동안에 (2014년)
- 체인지 오브 플랜스 (2011년)

### 텔레비전
- 머독 미스터리 (2012-19)
- 오펀 블랙 (2013-17)